# Богданська сільська рада
Богданська сільська рада —  орган місцевого самоврядування Богданської сільської громади у Рахівському районі Закарпатської області.

## Склад ради
Рада складалася з 24 депутатів та голови.

## Керівний склад сільської ради
| ПІБ                       | Основні відомості                                                                            | Дата обрання | Дата звільнення |
| ------------------------- | -------------------------------------------------------------------------------------------- | ------------ | --------------- |
| Грапенюк Петро Михайлович | Сільський голова, 1959 року народження, освіта, безпартійний                                 | 26.03.2006   | 20.06.2010      |
| Ференц Петро Петрович     | Сільський голова, 1965 року народження, освіта                                               | 20.06.2010   | 31.10.2010      |
| Ференц Петро Петрович     | Сільський голова, 1965 року народження, освіта вища, член Конгресу Українських Націоналістів | 31.10.2010   |                 |

Примітка: таблиця складена за даними джерела

## Населення
За переписом населення України 2001 року в сільській раді мешкало 3985 осіб.

### Мова
Розподіл населення за рідною мовою за даними перепису 2001 року:
| Мова       | Відсоток |
| ---------- | -------- |
| українська | 97,47 %  |
| угорська   | 1,91 %   |
| російська  | 0,44 %   |
| німецька   | 0,10 %   |
| білоруська | 0,02 %   |
| молдовська | 0,02 %   |